# Jessica Sweet
Jessica Sweet (San Francisco, 24 settembre 1985) è un'ex attrice pornografica statunitense.

## Biografia
È entrata nell'industria del porno nel 2003, a 18 anni, malgrado alcune fonti riportino che abbia già partecipato ad alcuni film ad appena 15 anni. La sua carriera fu lanciata da Jeff Mullen, con la sua prima scena accertata in Teens with Tits. La crescente popolarità le permise di partecipare alle audizioni per il film Britney Rears: Wild Back Stage Sex Party, primo titolo della serie Britney Rears, ottenendo la parte dell'omonima protagonista. Il film, uscito nel 2005, ottenne un ampio successo, confermato dal sequel Britney Rears 2: I Wanna Get Laid, uscito l'anno successivo.
La Sweet utilizzò spesso il nome del suo personaggio nel film nel corso di molte sue apparizioni pubbliche, tra cui spicca un'apparizione al The Howard Stern Show. Sempre nel 2006 uscì il terzo film della serie, Britney Rears 3: Britney Gets Shafted, a cui però la Sweet non partecipò; il personaggio di Britney fu interpretato da Hillary Scott, la quale fu coprotagonista della Sweet nel secondo film. La Sweet tornò nella serie nel quarto film, Britney Rears 4: Britney Goes Gonzo, interpretando però un altro ruolo, mentre la Scott interpretò nuovamente la protagonista Britney.

## Filmografia parziale
- Teens with Tits (2003)
- Young Ripe Mellons 5 (2004)
- Truly Nice Tits 8 (2004)
- Britney Rears: Wild Back Stage Sex Party (2005)
- Anal Impact (2005)
- Furgeddabou Tits (2005)
- Britney Rears 2: I Wanna Get Laid (2006)
- Big Wet Tits 3 (2006)
- Jiggly Juggs 2 (2006)
- Boobstravaganza 2 (2006)
- Britney Rears 4: Britney Goes Gonzo (2007)
- Areola 51 (2008)
- Biggest Fattest Tits on Planet Earth (2009)